# Jeroen Engeln
Jeroen Engeln (* 1960) ist ein niederländischer Schauspieler und Moderator.

## Leben
Engeln wurde von 1981 bis 1984 an der Academie voor Kleinkunst ausgebildet. 1985 folgte ein Kurs in Method Acting bei Cliff Sutton. 1990 trat Engeln in der Fernsehserie Zeg 'ns Aaa auf. Von 1991 bis 1993 spielte er bei Goede tijden, slechte tijden mit. 2001 war er im Film Roos en Rana zu sehen. In der Literaturverfilmung Das Tagebuch der Anne Frank, die im Frühjahr 2015 gedreht wurde und am 3. März 2016 in die Kinos kam, spielt Engeln einen der Polizisten, die zusammen mit Karl Josef Silberbauer die im Amsterdamer Hinterhaus versteckten Juden verhaften.

## Filmografie (Auswahl)
- 2016: Das Tagebuch der Anne Frank